# Dubiaranea caeca
Dubiaranea caeca là một loài nhện trong họ Linyphiidae. Loài này được phát hiện ở Venezuela.